# Beretta M12
El Beretta M12 es un subfusil italiano de calibre 9 mm. Su producción comenzó en 1959 y continúa en servicio en el Ejército Italiano y fuerzas policiales.

## Historia y desarrollo
En 1959, el diseñador de armas de la Beretta Domenico Salza revisó un viejo proyecto, el subfusil Armaguerra Cremona OG44, a fin de hacer un nuevo subfusil para reemplazar al viejo MAB modelo 1938. El Modelo 12 fue el modelo final de serie, siendo seguido diez años después por el M12S, que se distingue por el seguro y otros detalles mecánicos.
Su producción se inició en 1962 y los primeros usuarios fueron los Carabinieri y la Polizia di Stato, aunque en cantidades limitadas, solamente en 1978 fue ampliamente suministrado y reemplazó al viejo Beretta MAB. En 1962, el Ejército italiano compró una cantidad limitada de subfusiles Franchi LF-57, considerado mejor que el M12 pero nunca fueron suministrados a las tropas y solamente en 1992 se introdujo la variante M12S2 en cantidades muy limitadas. En cambio, la Aeronautica Militare compró una gran cantidad de subfusiles M12 y M12S2 para las unidades de seguridad de aeropuertos. Sin embargo, el arma tuvo un gran éxito inicial en los países árabes y en América del Sur. Su bautismo de fuego tuvo lugar durante la Ofensiva del Tet en 1968, cuando los Marines que vigilaban la Embajada de Estados Unidos en Saigón repelieron el asalto del Vietcong con el Beretta M12. También es empleado por diversos países sudamericanos y africanos, así como fabricado bajo licencia en Brasil por la Taurus y en Indonesia por PT Pindad. 

## Diseño
El Beretta M12 pesa 3,48 kg descargado (unos 3,82 kg cuando está cargado) y tiene una longitud de 660 mm con su culata desplegada (418 mm con la culata plegada). Su corta longitud es obtenida al usar un cañón cuya recámara encaja en el cabezal del cerrojo, conocido como cerrojo telescópico. Esto reduce la longitud del arma sin reducir la longitud del cañón o el peso del cerrojo. Dispara a cerrojo abierto y tiene una cadencia de 550 disparos/minuto. Su velocidad de boca es de 380 m/s y es preciso a una distancia de 200/300 metros.
El cañón y su ánima están cromados para prevenir la acumulación de hollín y la corrosión. El portacerrojo tiene entalles que permiten el movimiento del cerrojo aún en condiciones sumamente adversas, tales como exposición al lodo, arena o polvo. Las superficies exteriores del subfusil están cubiertas con una capa de resina epóxica para protegerlas de la corrosión y otros daños.
El arma tiene un selector de disparo, que le perimite disparar en modo semiautomático o en modo automático.
Tiene tres seguros: un seguro manual que bloquea el gatillo; un seguro automático en el pistolete que inmoviliza el gatillo y bloquea el cerrojo en posición cerrada; y un seguro en la manija del cerrojo que fija el cerrojo en caso de que no se retraiga lo suficiente.
Está equipado con un punto de mira (ajustable en elevación y azimut) y un alza pivotante con dos posiciones (100 m y 200 m).
El subfusil está equipado con una culata plegable que se pliega a un lado, pero a veces también pueden verse modelos con culata fija.
Están disponibles cargadores de 20, 32 y 40 cartuchos para el Beretta M12, que dispara el cartucho 9 x 19 Parabellum.

## Variantes
La primera variante fue introducida a fines de la década de 1960, en cantidades limitadas, para las Fuerzas Especiales de la Marina Militare y es fácilmente reconocible por su cañón más largo, con unos 25,4 mm adicionales y la presencia de un apagallamas tipo jaula. Fue reemplazado por el HK MP5.
El Beretta M12 fue rediseñado como el Beretta M12S en 1978. El M12S emplea un cargador de 32 cartuchos y dispara el cartucho 9 x 19 Parabellum.
Una característica novedosa es el seguro de pistolete, que bloquea el gatillo y el cerrojo en posición cerrada, evitando así disparos accidentales si el pistolete no es asido fuertemente o si el arma cae al suelo. La palanca del seguro y selector de disparo, que en el Beretta M12 original eran dos botones separados (siendo el selector un botón que activaba el modo semiautomático y el modo automático al ser presionado desde el lado derecho, o el lado izquierdo), fueron rediseñados como un moderno selector de palanca con tres posiciones (S para Sicura o Seguro, 1 para modo semiautomático y R para Raffica o modo automático). El percutor fijo del cabezal del cerrojo solamente puede golpear el fulminante cuando el cartucho se halla completamente dentro de la recámara, evitando así disparos accidentales, según sus diseñadores.
El PM12S también fue diseñado pensando en un desarme y rearme sencillos, que han sido simplificados y pueden lograrse sin herramientas. Puede ser equipado con un silenciador, pero esto precisa una ligera modificación del cañón por parte de un armero experto.
Sin el silenciador y otras características opcionales, el Beretta PM12S está compuesto por 84 piezas.
La versión actual del Beretta M12 es llamada PM12-S2. A mediados de la década de 1980, los Carabinieri, después de algunos trágicos disparos accidentales, solicitaron una modificación bajo la forma de un seguro adicional, que permitía mantener el cerrojo del arma en posición semiamartillada y actuaba como un interceptador al prevenir un disparo accidental en caso de que el cerrojo o el percutor se soltasen repentinamente. Esta modificación fue implementada como característica de serie estándar, cambiándose la designación del subfusil a PM12-S2; esta es la única variante del M12 actualmente fabricada por Beretta.

## Usuarios
- Arabia Saudita[2]
- Argelia[2]
- Baréin[2]

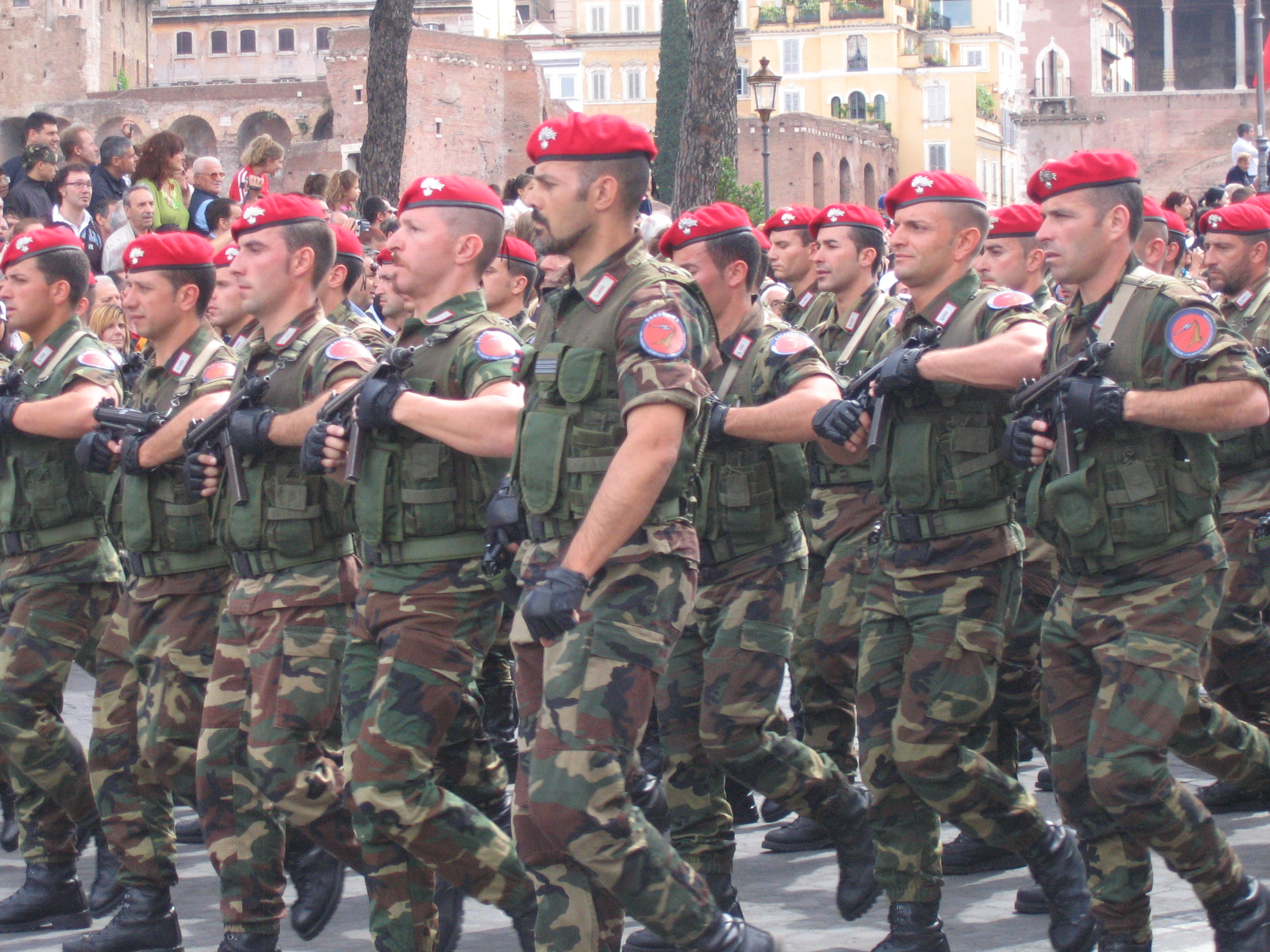
Oficiales de Carabinieri del Squadrone Eliportato Carabinieri (Escuadrón de Helicópteros de los Carabinieri), armados con subfusiles Beretta M12.

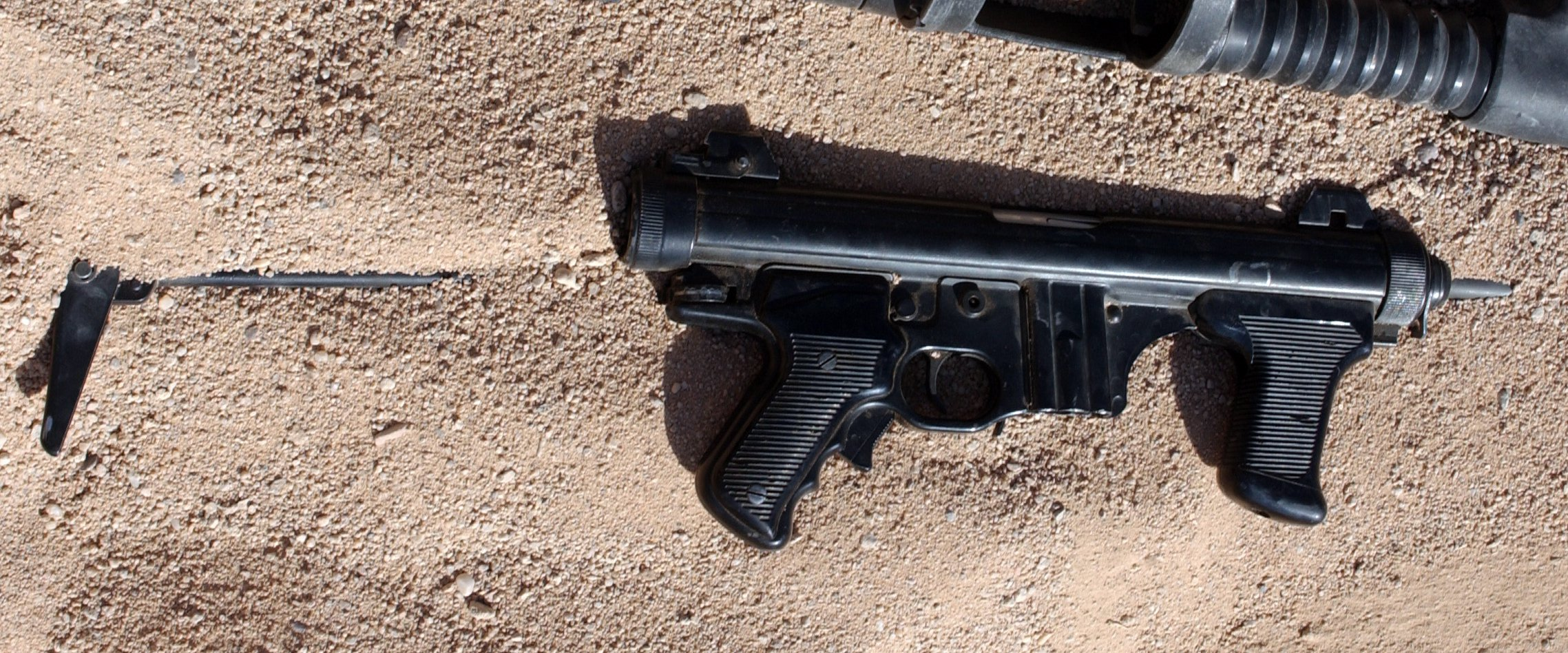
Un Beretta M12 con su culata desplegada.

- Bélgica Fabricado bajo licencia por F.N. Herstal[2]
- Brasil: Fabricado bajo licencia por Taurus, con la designación Taurus MT12.[5][6] Subfusil estándar del Ejército Brasileño, con la designación M972.[2][5]
- Ciudad del Vaticano[2]
- Costa Rica[2]
- Egipto[2]
- Estados Unidos: Empleado por la CIA y algunos equipos SWAT.[2]
- Francia Empleado por oficiales de policía.[7]
- Gabón[2]
- Guatemala[2]
- Guyana[2]
- Indonesia: Fabricado bajo licencia.[2][6] Los modelos fabricados por PT Pindad son el PM1 y el PM1A1.[8]
- Irán[2]
- Italia: Es empleado por todas las Fuerzas Armadas y policiales: las unidades especiales GIS y NOCS,[9] los Carabinieri,[10] la Marina Militare, la Aeronautica Militare, la Polizia di Stato, la Guardia di Finanza, la Polizia Penitenziaria y el Corpo forestale dello Stato.[11]
- Libia[2]
- Malta: Fuerzas Armadas de Malta.[12]
- Nigeria[2]
- Portugal: Modelo brasileño Taurus MT12 es el subfusil estándar de la Polícia de Segurança Pública[2]
- Sudán[2]
- Túnez[2]
- Venezuela[2]
- Ejército Republicano Irlandés Provisional: Suministrado al IRA por Libia y empleado en varias emboscadas.[cita requerida]
- 🇵🇾 Paraguay: Policía Nacional